# Меривезер, Нана
Нана Меривезер (англ. Nana Meriwether; род. 24 мая 1985 года) — дважды волейбольный игрок NCAA All-American UCLA и победительница Мисс США 2012. Представляла штат Мэриленд на национальном конкурсе Мисс США 2012 и стала Первой Вице Мисс США. 19 декабря 2012 года, после победы Оливии Калпо на  международном конкурсе красоты Мисс Вселенная 2012, приняла титул Мисс США. Нана в настоящее время является помощницей Гленды Бэйли, главного редактора Harper's Bazaar. Работала и помогала Карин Ройтфельд главный редактор Fashion Book, Vanity Fair и Vogue Australia. Нана соосновательница a 501 (c) (3) международной некоммерческой организации "Meriwether Foundation", которая работает с программами в области здравоохранения, образования, питания и развития в сельских и бедных общинах Южной Африки.

## Биография
Родилась в столице ЮАР. Отец афроамериканец, мать южноафриканка. Родители работали волонтёрами. Выросла в Потомаке, штат Мэриленд. В 2003 году окончила Sidwell Friends School. Училась в Университет Дьюка один семестр, её отец Делано Меривезер, был первым афроамериканским студентом. В 2004 году, перевелась в Калифорнийский университет в Лос-Анджелесе, где окончила и дважды участвовала во Все-Американском спортсмене. После университета, играла профессионально в Пуэрто-Рико за команду Las Indias de Mayaguez. Выпускница Университета Южной Каролины.  В 2008-2011 годах, на протяжении четырёх лет, участвовала на Мисс Калифорния.

### Мисс Калифорния 2008
В 2008 году участвовала в своём первом конкурсе Мисс Калифорния, представляла Malibu. Но не прошла в полуфинал.

### Мисс Калифорния 2009
В 2009 году, снова участвовала в конкурсе, который проходил Беверли-Хиллс, где стала Третьей вице-мисс.

### Мисс Калифорния 2010
В 2010 году, стала Первой вице-мисс Калифорния

### Мисс Калифорния 2011
В 2011 году, становится Четвёртой вице-мисс Калифорния.

### Мисс Мэриленд 2012
После четырёх лет выступлений в Калифорнии, решила принять участие в родном штате Мэриленд, где она наконец становится победительницей.

### Мисс США 2012
Представляла штат на национальном конкурсе красоты Мисс США 2012, где становится Первой вице-мисс США. 19 декабря 2012 года, после победы Оливии Кулпо на международном конкурсе красоты Мисс Вселенная 2012. По протоколу конкурса, победительница должна отказаться от своего титула, чтобы исполнить свои обязанности, как Мисс Вселенная. Поэтому, титул должен перейти 1-й вице-мисс. После присуждения титула Мисс США Нане Меривезер, она стала самой возрастной обладательницей титула в возрасте 27 лет.